# József Fabinyi
József Fabinyi (* 31. März 1887 in Kolozsvár; † 9. April 1949 in Budapest) war ein ungarischer Schwimmer.

## Karriere
Fabinyi brach 1907 zweimal den ungarischen Rekord über 200 Yards Rücken und gewann auch die nationale Meisterschaft. 1908 nahm er an den Olympischen Spielen in London teil. Im Wettbewerb über 200 m Brust gewann er zunächst seinen Vorlauf, schied aber im Anschluss als Vierter seines Halbfinales aus.
Neben seiner sportlichen Laufbahn schloss er 1910 ein Studium des Chemieingenieurwesens an der Királyi-József-Universität in Kolozsvár ab und arbeitete anschließend als Lehrassistent am Institut für Chemische Technologie der Universität bei Professor Vince Wartha. Im Jahr 1912 begann er bei einer Eisenfabrik (Rimamurányi Vasmű Rt.) in Ózd zu arbeiten und erlangte 1914 einen Doktortitel an der Universität Kolozsvár. Am Ersten Weltkrieg nahm er als Artilleriehauptmann teil. Anschließend arbeitete er von 1919 bis zu seiner Pensionierung im Jahr 1948 als Direktor einer Eisenhütte in Ózd. In dieser Zeit engagierte er sich außerdem in Sportvereinen, betätigte sich als Journalist und meldete mehrere Patente an. 1948 zog er nach Budapest, wo er als Berater für das Planungsbüro des Ministeriums für Kohle und Maschinenwesen KGMTI (Kohó- és Gépipari Minisztérium Tervező Irodái) arbeitete.
József Fabinyi wurde 1949 auf dem Farkasréti temető (Friedhof Farkasrét) in Budapest beigesetzt und später seine Asche nach Ózd überführt.